# 세균반점병
일반적으로 식물병원균(植物病原菌)들에 의해서 나타난 경우를 특히 잎반점병 또는 세균반점병(植物病原菌) 또는 세균성점무늬병으로 정의하며 잎반점의 원인중 대부분을 차지할 수 있다.  예로는 검은썩음병, 탄저병, 세균성구멍병, 딸기 세균모무늬병, 띠모양잎반점, 벼흰잎마름병균에의한 벼흰잎마름병 등이 있다.

## 띠모양잎반점
띠모양 잎반점(띠模樣잎斑點)은 보리나 수수의 잎에 흑갈색의 반점이 생기는 병. 흑갈색으로 변색된 부위가 시간이 지나면서 2중, 3중의 고리 무늬로 변한다.

## 병원체
크산토모나스 캄페스트리스 (Xanthomonas campestris)종이 주로 알려져있다.

## 같이 보기
- 잎반점